# Widderalpstöck
Widderalpstöck är en bergstopp i Schweiz.   Den ligger i kantonen Appenzell Innerrhoden, i den östra delen av landet, 150 km öster om huvudstaden Bern. Toppen på Widderalpstöck är 2 058 meter över havet. Widderalpstöck ingår i Alpstein.
Terrängen runt Widderalpstöck är bergig åt sydväst, men åt nordost är den kuperad. Runt Widderalpstöck är det ganska tätbefolkat, med 120 invånare per kvadratkilometer.. Närmaste större samhälle är Sankt Gallen, 18,9 km norr om Widderalpstöck. 
I omgivningarna runt Widderalpstöck växer i huvudsak blandskog.